# Anne-Sophie Bruno
Pour les articles homonymes, voir Bruno.
Anne-Sophie Bruno, née le 13 août 1974 à Paris, est une historienne française. Elle est spécialisée sur l'histoire de l’immigration, les mobilités sociales, le marché du travail et la santé au travail.

## Biographie
De 1995 à 2001, elle est élève à l'École normale supérieure de Paris. En 1999, elle passe avec succès l'agrégation d'histoire.
En 2006, elle soutient la thèse intitulée César, Azzedine, Zouiza et les autres. Marchés du travail et trajectoires sociales des migrants de Tunisie en région parisienne sous la direction de Catherine Omnès. Depuis 2015, elle est maîtresse de conférence à l'université de Panthéon-Sorbonne.
En 2006, elle publie une étude sur les petits entrepreneurs étrangers en France et l'arbitraire administratif qui les qualifie comme tels.
Elle dirige une équipe de recherche en histoire constituée d'Eric Geerkens, Nicolas Hatzfeld et Catherine Omnès. En 2009, elle publie Cultures du risque au travail et pratiques de prévention au xxe siècle. Cet ouvrage aborde la prévention des risques sous l'aspect des cultures professionnelles. En 2011, elle publie La santé au travail, entre savoirs et pouvoirs. Ce second ouvrage s'attache aux enjeux de pouvoir entre les employeurs et les salariés au XIXe siècle.

## Publications
- Les mains inutiles : inaptitude au travail et emploi en Europe, Paris, Belin, 2004, 477 p. (ISBN 2-7011-3670-9)
- Petites entreprises et petits entrepreneurs étrangers en France (19e-20e siècle), Publibook/Société écrivains, 2006, 275 p. (ISBN 2-7483-1130-2)
- Les chemins de la mobilité : migrants de Tunisie et marché du travail parisien depuis 1956, Paris, Édition de l'École des hautes études en sciences sociales, 2010, 286 p. (ISBN 978-2-7132-2263-4)
- La santé au travail, entre savoirs et pouvoirs  : XIXe – XXe siècles, Rennes, Presses universitaires de Rennes, 2011, 306 p. (ISBN 978-2-7535-1350-1)